# Anita Olows
Anita Olows, född 22 november 1943, död 25 juli 2012 i Vallsta, Bollnäs kommun, var en svensk sångerska.
Olows debuterade som "Rock-Nita", och sjöng senare i olika dansorkestrar, låg 1965 på Svensktoppen med "Harlekino", och 1973 på Tio i topp med "Back to the Beach", som hon sjöng ihop med Lennart Clerwall. Tillsammans med Anita Strandell sjöng hon i Gimmicks 1969. Anita Olows är gravsatt i askgravlunden på Järvsö ängskyrkogård.

## Diskografi i urval
- Buona Notte Bambino (1963)
- Sänd inga fång med röda rosor (1963)
- Harlekino (1965)